# Yacine Meskine
Yacine Meskine (ar. ياسين مسكين ;ur. 18 maja 1983) – algierski judoka.
Startował w Pucharze Świata w 2012. Brązowy medalista igrzysk afrykańskich w 2011, a także igrzysk panarabskich w 2011 roku.